# Pomoná
Pomoná è un sito archeologico messicano di epoca Maya.

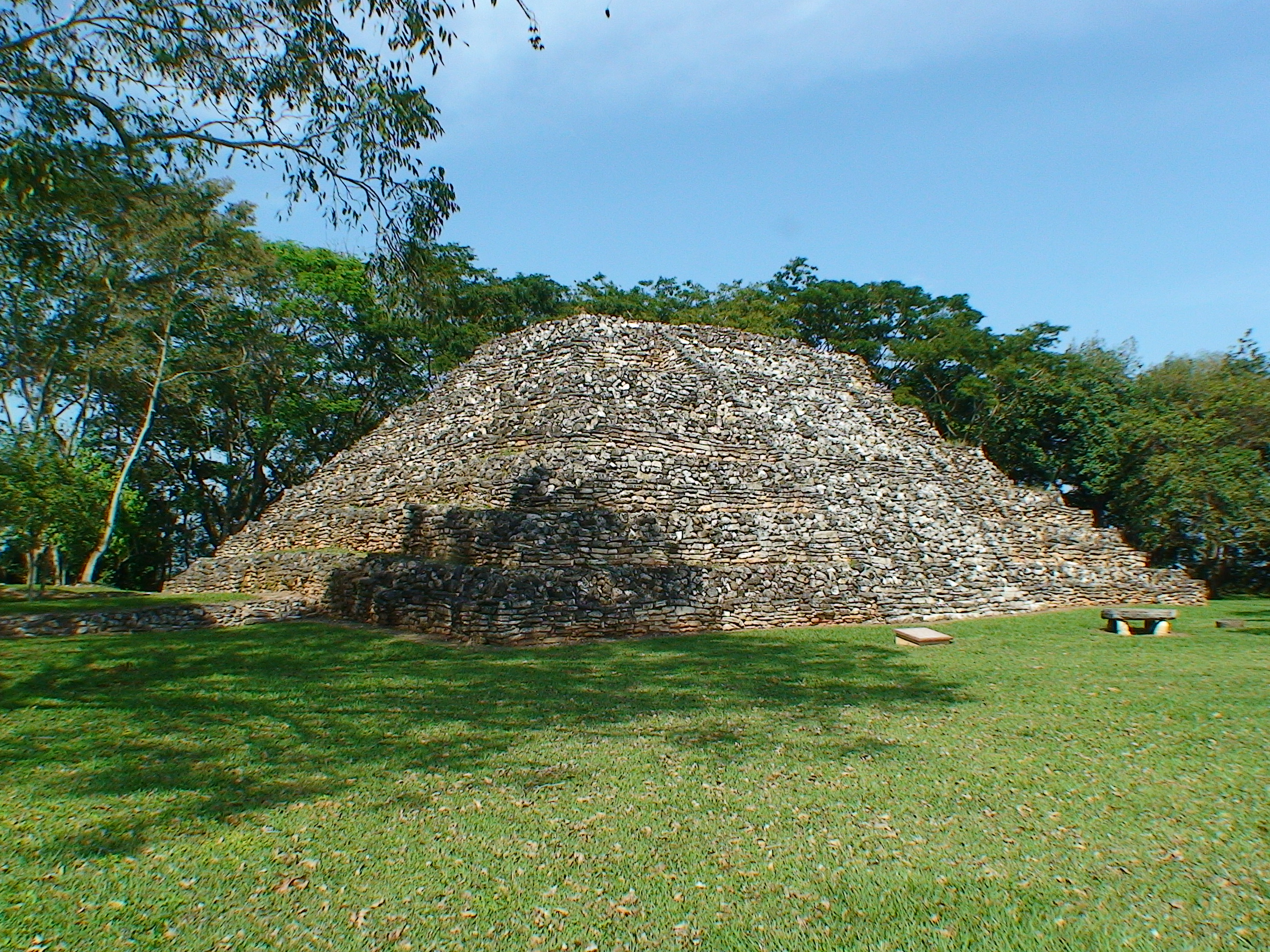
Tempio I

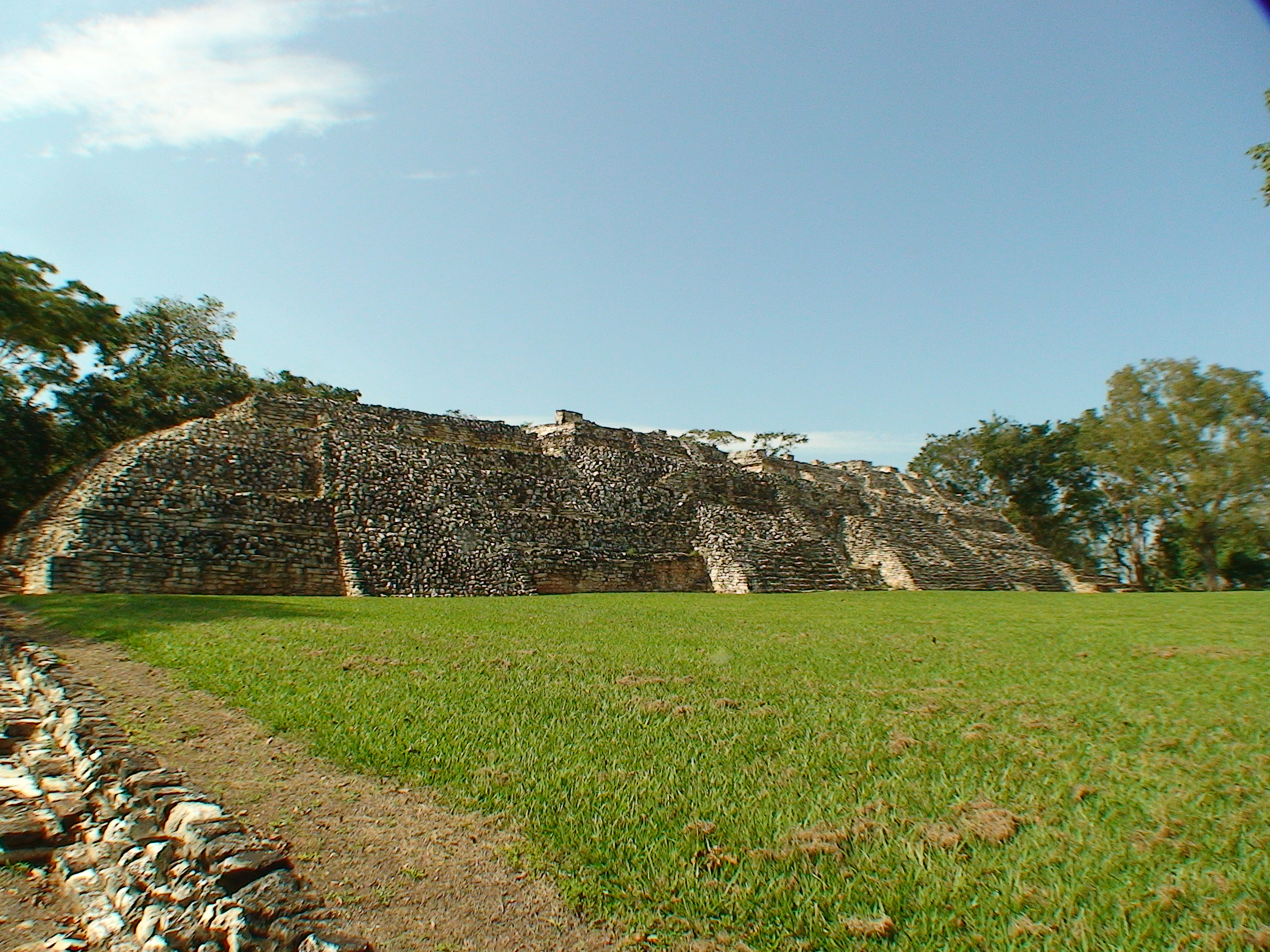
Panorama del sito

Le rovine del sito si trovano lungo il fiume Usumacinta, vicino alla moderna città di Tenosique, nello stato federale del Tabasco. Come molte altre località poste sull'Usumacinta, questo insediamento del tardo Classico trasse profitto dal fiorente commercio tra la costa ed il Peten centrale.
Nel centro cerimoniale sono state rinvenute decine di frammenti di iscrizioni, ora ricomposte ed esposte nel locale museo.
Pomoná era oggetto di contesa tra Piedras Negras e Palenque per la supremazia lungo l'Usumacinta, principale via fluviale della regione; nel 795 d.C. venne sottomessa da Piedras Negras e rimase sotto la sua influenza.